# Samsung Galaxy A51
Samsung Galaxy A51 é um smartphone Android fabricado pela Samsung como parte de série Galaxy A. Foi anunciado e lançado em dezembro de 2019. O telefone possui um Super AMOLED FHD+ de 6.5 polegadas e câmeras de 48MP Wide, 12MP ultrawide, 5MP profunda e 5MP macro, 4000 mAh na bateria e um sensor óptico de impressão digital sob a tela.

## Especificações

### Hardware
O Galaxy A51 tem display de 6.5 polegadas Super AMOLED Infinity com resolução FHD de 1080×2.400 pixels, proporção de 20:9 e densidade de pixels de aproximadamente 405ppi. O vidro frontal é um Corning Gorilla Glass 3. O telefone mede 158,5mm×73,6mm×7,9mm e pesa 172g. O telefone é alimentado por um Exynos 9611 de oito núcleos. No lançamento, o dispositivo estava disponível em 4GB ou 6GB de RAM e 64GB ou 128GB de armazenamento interno, e possibilidade de expansão com cartão microSD de até 512GB. Variantes mais recentes do telefone podem vir com até 8GB de RAM. A bateria não removível é feita de polímero de lítio com capacidade de 4000mAh, a versão 5G tem bateria de 4500mAh. Ele também possui um sensor óptico de impressão digital sob a tela.

#### Câmeras
O Samsung Galaxy A51 possui quatro câmeras dispostas em forma de "L" localizadas no canto superior esquerdo da traseira do dispositivo e com uma elevação saliente retangular semelhante à do iPhone 11 e do Pixel 4. A câmeras possuem as seguintes resoluções: 48MP wide, 12MP ultrawide, 5MP profunda e 5MP macro. Na parte frontal do dispositivo a apenas uma câmera de 32MP, a mesma fica em um pequeno orifício na parte superior da tela. Ambas as câmeras frontal e traseiras podem gravar vídeo de até 4K em 30fps, bem como 1080p em 30fps e 120fps. As câmeras traseiras também possuem Super Steady.

### Software
O Galaxy A51 vem com Android 10 e One UI 2,0 (One UI 2.1 e 2.5 via atualização de software). O telefone possui Samsung Knox para proteção do software.
Em 2 de dezembro de 2020, foi revelado que o Galaxy A51, junto com muitos outros dispositivos Samsung Galaxy, seria elegível para receber a atualização do Android 11 com One UI 3.1.
Em um comunicado à imprensa em 18 de agosto de 2020, a Samsung afirmou que o A51, junto com o Samsung Galaxy A71 e Samsung Galaxy A90 5G, receberiam três gerações de suporte de software Android. Por causa disso, é provável que o A51 receba mais duas atualizações software Android após receber o Android 11.

### Design
O Galaxy A51 está disponível nas cores preto, branco e azul  enquanto a variante 5G está disponível em preto, branco e rosa.

## História
O Samsung Galaxy A51 foi anunciado e lançado em dezembro de 2019 junto com o Galaxy A71. Mais tarde, a Samsung anunciou uma variante 5G em abril de 2020 com uma bateria maior de 4500mAh e um Exynos 980 SoC. A versão 5G com suporte mmWave é exclusiva da Verizon com o Qualcomm Snapdragon 765G. 